# Lasioglossum melanops
Lasioglossum melanops is een vliesvleugelig insect uit de familie Halictidae. De wetenschappelijke naam van de soort is voor het eerst geldig gepubliceerd in 1985 door Ebmer.